# Sadove, Romnî
Sadove (în ucraineană Садове) este un sat în comuna Korji din raionul Romnî, regiunea Sumî, Ucraina.

## Demografie
Componența lingvistică a localității Sadove
     Ucraineană (100%)
Conform recensământului din 2001, toată populația localității Sadove era vorbitoare de ucraineană (100%).